# Eleição para mesa diretora da Câmara dos Deputados do Brasil em 2017
A eleição para a mesa diretora da câmara dos deputados em 2017, ocorrida em fevereiro do mesmo ano, elegeu o títular, Rodrigo Maia, como presidente da câmara para o biênio 2017-2018.

## Resultados

### Presidente
Devido a quantidade de votos de Rodrigo Maia, as eleições foram decididas em turno único.
| Candidato        | Número de Votos | Partido | Bloco                                                               | UF             | %     |
| ---------------- | --------------- | ------- | ------------------------------------------------------------------- | -------------- | ----- |
| Rodrigo Maia     | 293             | DEM     | PMDB, PSDB, PP, PR, PSD, PSB, DEM, PRB, PTN, PPS, PHS, PV e PT do B | Rio de Janeiro | 58,25 |
| Jovair Arantes   | 105             | PTB     | PTB, SD, PROS, PSL                                                  | Goiás          | 20,87 |
| André Figueiredo | 59              | PDT     | PT, PDT e PC do B                                                   | Ceará          | 11,72 |
| Júlio Delgado    | 28              | PSB     | PMDB, PSDB, PP, PR, PSD, PSB, DEM, PRB, PTN, PPS, PHS, PV e PT do B | Minas Gerais   | 5,56  |
| Luiza Erundina   | 10              | PSOL    | PSOL                                                                | São Paulo      | 1,98  |
| Jair Bolsonaro   | 4               | PSC     | PSC                                                                 | Rio de Janeiro | 0,79  |
| Brancos          | 4               | -       | -                                                                   | -              | 0,79  |

## Mesa diretora eleita

### 1º Vice-presidente
Somente receberam votos, candidatos do PMDB. O candidato oficial do PMDB, Lúcio Vieira Lima, foi derrotado no primeiro turno.
| Candidato         | Partido | Bloco                                                               | UF           | Primeiro Turno | Primeiro Turno | Segundo Turno | Segundo Turno |
| Candidato         | Partido | Bloco                                                               | UF           | Nº de votos    | %              | N° de votos   | %             |
| Fábio Ramalho     | PMDB    | PMDB, PSDB, PP, PR, PSD, PSB, DEM, PRB, PTN, PPS, PHS, PV e PT do B | Minas Gerais | 192            | 38,09          | 265           | 56,50         |
| Osmar Serraglio   | PMDB    | PMDB, PSDB, PP, PR, PSD, PSB, DEM, PRB, PTN, PPS, PHS, PV e PT do B | Paraná       | 154            | 30,55          | 204           | 43,49         |
| Lúcio Vieira Lima | PMDB    | PMDB, PSDB, PP, PR, PSD, PSB, DEM, PRB, PTN, PPS, PHS, PV e PT do B | Bahia        | 133            | 26,38          |               |               |
| Brancos           | -       | -                                                                   | -            | 25             | 4,96           | 8             | -             |

### 2º Vice-presidente
O candidato oficial do partido, André Fufuca, ganhou a vaga
| Candidato        | Partido | Bloco                                                               | UF         | Nº de votos | %     |
| ---------------- | ------- | ------------------------------------------------------------------- | ---------- | ----------- | ----- |
| André Fufuca     | PP      | PMDB, PSDB, PP, PR, PSD, PSB, DEM, PRB, PTN, PPS, PHS, PV e PT do B | Maranhão   | 283         | 63,02 |
| Eduardo da Fonte | PP      | PMDB, PSDB, PP, PR, PSD, PSB, DEM, PRB, PTN, PPS, PHS, PV e PT do B | Pernambuco | 166         | 36,97 |

### 1º Secretário
| Candidato        | Partido | Bloco                                                               | UF     | Nº de votos | %     |
| ---------------- | ------- | ------------------------------------------------------------------- | ------ | ----------- | ----- |
| Fernando Giacobo | PR      | PMDB, PSDB, PP, PR, PSD, PSB, DEM, PRB, PTN, PPS, PHS, PV e PT do B | Paraná | 406         | 80,55 |
| Brancos          | -       | -                                                                   | -      | 98          | 19,44 |

### 2º Secretário
| Candidato        | Partido | Bloco                                                               | UF       | Nº de votos | %     |
| ---------------- | ------- | ------------------------------------------------------------------- | -------- | ----------- | ----- |
| Mariana Carvalho | PSDB    | PMDB, PSDB, PP, PR, PSD, PSB, DEM, PRB, PTN, PPS, PHS, PV e PT do B | Rondônia | 416         | 82,53 |
| Brancos          | -       | -                                                                   | -        | 88          | 17,46 |

### 3º Secretário
João Henrique Caldas, venceu, apesar de não ser o candidato oficial. No primeiro turno, apesar de existirem dois candidatos, como os votos brancos contavam como porcentagem, o candidato vitorioso não atingiu maioria absoluta dos votos totais, logo, um segundo turno, no qual somente é necessário maioria simples pra vencer (ou seja, os brancos não contam), foi realizado.
| Candidato              | Partido | Bloco                                                               | UF         | Primeiro Turno | Primeiro Turno | Segundo Turno | Segundo Turno |
| Candidato              | Partido | Bloco                                                               | UF         | Nº de votos    | %              | N° de votos   | %             |
| João Henrique Caldas   | PSB     | PMDB, PSDB, PP, PR, PSD, PSB, DEM, PRB, PTN, PPS, PHS, PV e PT do B | Alagoas    | 248            | 49,20          | 240           | 52,17         |
| João Fernando Coutinho | PSB     | PMDB, PSDB, PP, PR, PSD, PSB, DEM, PRB, PTN, PPS, PHS, PV e PT do B | Pernambuco | 219            | 43,45          | 220           | 47,82         |
| Brancos                | -       | -                                                                   | -          | 37             | 7,34           | 17            | -             |

### 4º Secretário
| Candidato      | Partido | Bloco                                                               | UF      | Nº de votos | %     |
| -------------- | ------- | ------------------------------------------------------------------- | ------- | ----------- | ----- |
| Rômulo Gouveia | PSD     | PMDB, PSDB, PP, PR, PSD, PSB, DEM, PRB, PTN, PPS, PHS, PV e PT do B | Paraíba | 416         | 85,91 |
| Brancos        | -       | -                                                                   | -       | 88          | 14,08 |

### Suplentes
Na eleição de suplentes, cada parlamentar vota em 4 suplentes ao mesmo tempo, e os 4 mais votados, vencem.
| Candidato      | Partido | Bloco                                                               | UF                 | Nº de votos |
| -------------- | ------- | ------------------------------------------------------------------- | ------------------ | ----------- |
| Dagoberto      | PDT     | PT, PDT e PC do B                                                   | Mato Grosso do Sul | 402         |
| César Halum    | PRB     | PMDB, PSDB, PP, PR, PSD, PSB, DEM, PRB, PTN, PPS, PHS, PV e PT do B | Tocantins          | 383         |
| Pedro Uczai    | PT      | PT, PDT e PC do B                                                   | Santa Catarina     | 377         |
| Carlos Manato  | SD      | PTB, SD, PROS, PSL                                                  | Espírito Santo     | 272         |
| Felipe Bornier | PROS    | PTB, SD, PROS, PSL                                                  | Rio de Janeiro     | 170         |
| Brancos        | -       | -                                                                   | -                  | 412         |